# Tirumala alba
Tirumala alba là một loài bướm trong họ Nymphalidae. Nó là loài đặc hữu của Trung Quốc.